# Catananche arenaria
Espèce
Classification APG III (2009)
Catananche arenaria est une espèce de plantes à fleurs de la famille des Asteraceae.